# Мастрюков, Алексей Сергеевич
Алексей Сергеевич Мастрюков (род. 15 сентября 1992, Тольятти, Самарская область) — российский хоккеист, нападающий.

## Биография
Воспитанник тольяттинской «Лады», в сезоне 2008/09 дебютировал в команде первой лиги «Лада-2». Следующий сезон и начало сезона-2010/11 провёл в подмосковной команде МХЛ «Шериф», затем вернулся в фарм-клуб «Лады» — «Ладью» из МХЛ. Отыграл за «Ладу» девять сезонов (2012/13 — 2020/21), из них четыре (2014/15 — 2017/18) — в КХЛ. Также выступал за аффилированные клубы из ВХЛ «Ариада» Волжск (2014/15), «Дизель» Пенза (2016/17), ЦСК ВВС Самара (2017/18). Летом 2016 года получил травму, вернулся на лёд только в конце декабря. В июле 2018 года подписал пробный контракт с «Торпедо», но вернулся в «Ладу».
В июле 2021 года был на просмотре в «Адмирале», но вскоре подписал соглашение с жлобинским «Металлургом», в составе которого стал двукратным чемпионом Беларуси. Летом 2023 года перешёл в клуб ВХЛ «Норильск». 15 мая 2024 года подписал однолетний контракт с казанским «Барсом».

### Семья
По состоянию на 2019 год жена — Екатерина Смирнова (Мастрюкова) — мастер спорта России по гандболу, сын Савелий (род. 2017).